# Дённа (коммуна)
Дённа (норв. Dønna) — коммуна в фюльке Нурланн в центральной Норвегии. Административный центр коммуны — деревня Солфьеллсьёен. Расположен на островах Норвежского моря.

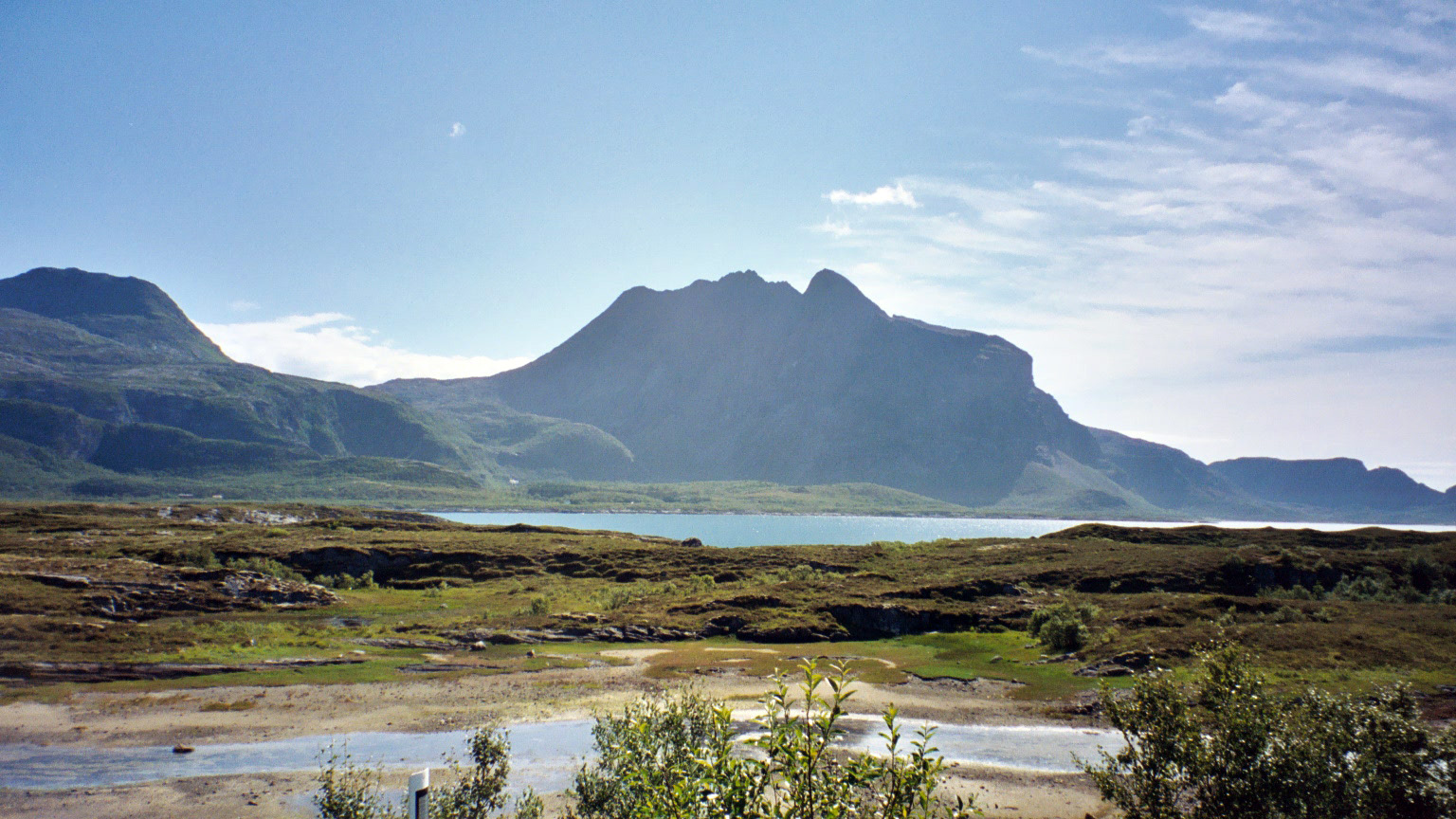
Дённаманнен

## История
Коммуна Дённес была отделена от коммуны Несна 1 июля 1888 года. 1 января 1962 года была объединена с коммуной Нордвик в новый муниципалитет с названием Дённа.

## Этимология
Назван по крупнейшему острову из тех на которых она располагается. Некоторые считают что название острова происходит от скандинавского глагола dynja, который переводится как реветь, громыхать.

## Герб
Герб коммуны принят 29 мая 1981 года, и представляет собой лазурную волну на золотом скандинавском щите.

## Известные уроженцы
- Оле Эдварт Роульваг — американо-норвежский писатель.
- Антон Христиан Банг (1840—1913) — государственный и политический деятель, историк церкви, теолог, доктор богословия, профессор, епископ Осло (1896—1912). Видный деятель Церкви Норвегии. Министр по делам культуры и церкви Норвегии (1893—1895)

## См. также

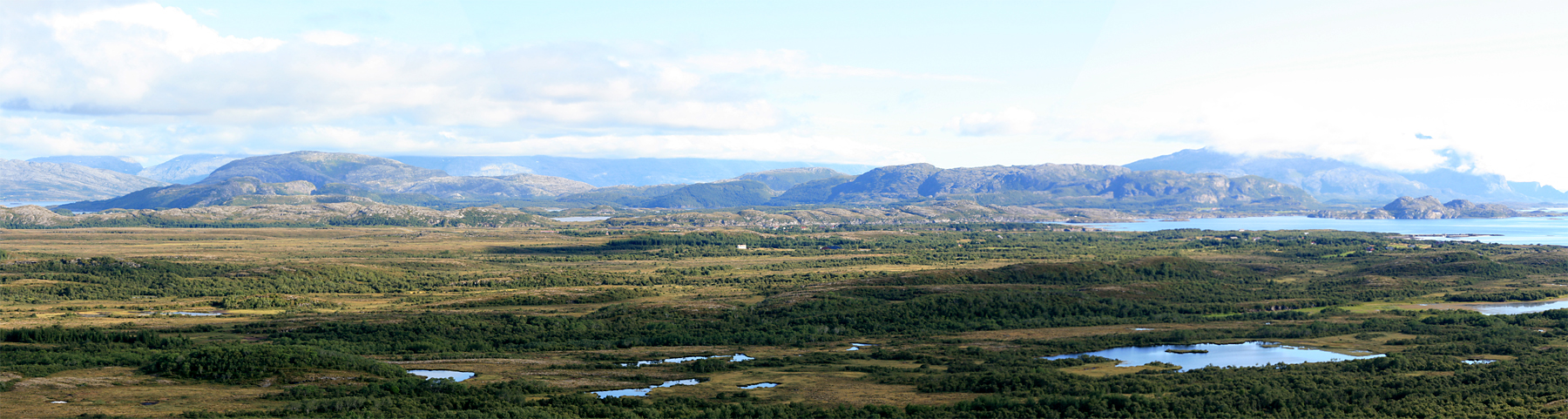
Вид на коммуну